# 邸泽
邸泽（1229年—1291年），字润之，元朝初年保定行唐县（今河北行唐县）人。邸琮的儿子。
邸泽承袭父职，改镇颍州，击退宋兵的北伐。元世祖至元四年（1267年）跟随元帅阿朮攻克平塞寨及老鸦山，参与沙洋、新城之战。至元十二年（1275年），授武徳将軍、管軍总管，攻打南宋潭州及静江，官至怀遠大将軍、管軍万户、郴州路总管府达鲁花赤，改授庐州蒙古汉军万户。至元二十二年（1285年）改授廬州蒙古漢軍万户，后来改镇颍州，讨平徽州绩溪县反元势力。至元二十八年（1291年），又改镇杭州。去世后，子邸元謙襲為潁州万户。邸元謙卒，子邸祺襲任。邸祺卒，子邸忠襲任。